# نيو ريتشموند (كيبك)
نيو ريتشموند (بالإنجليزية: New Richmond, Quebec)‏ هي بلدية محلية في كيبيك تقع في كندا في Bonaventure Regional County Municipality. يقدر عدد سكانها بـ 3,810 نسمة ومساحتها 197.80 كم2 .

## أعلام
- فرانسوا بورك